# Sugar Land
Sugar Land är en stad i Fort Bend County i delstaten Texas, USA med 79 943 invånare (2006).